# Gedenkkreuz Zum Lockhütter Weg

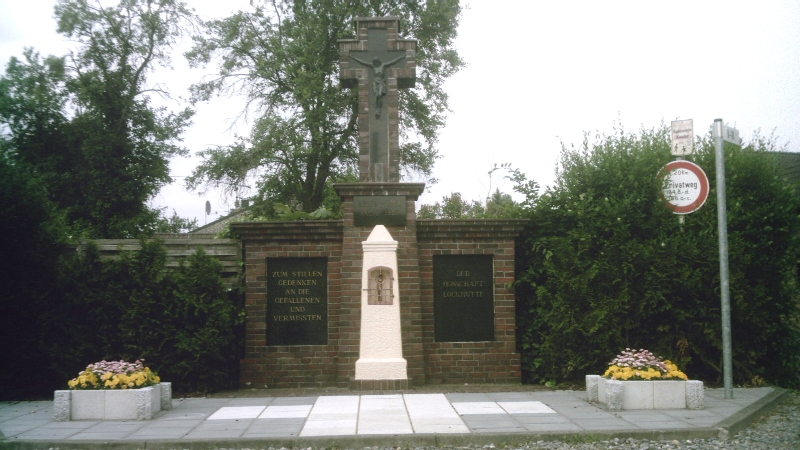
Kriegergedenkstätte (2011)

Das Gedenkkreuz Zum Lockhütter Weg steht im Ortsteil Lockhütte des Stadtteils Bettrath-Hoven von Mönchengladbach in Nordrhein-Westfalen.
Die Kriegergedenkstätte wurde 1950 erbaut. Sie ist unter Nr. Z 004 am 22. Januar 1997 in die Denkmalliste der Stadt Mönchengladbach eingetragen worden.

## Lage
Das Gedenkkreuz liegt jenseits der Autobahnbrücke unmittelbar vor der Stadtgrenze in Richtung Viersen.

## Architektur
Die schlicht gegliederte Backstein-Anlage besteht aus einem massiv gemauerten Schaftkreuz mit einem Christuskorpus aus Bronzeguss auf einem traditionellen Pfeilersockel, der in ein hohes, altarähnliches Podest mittig eingebunden ist. Rechts und links zwei Marmor-Inschriftentafeln:
- linke Inschrift: „Zum stillen Gedenken an die Gefallenen und Vermissten“
- rechte Inschrift: „der Honschaft Lockhütte“

Die ursprünglich aufgeführten Namen der Gefallenen des Ortsteils wurden später entfernt. In den kreuztragenden Mittelpfeiler ist ein Fußfall aus dem Anfang des 18. Jahrhunderts eingelassen. Er ist aus Liedberger Sandstein und mittig betont durch eine mit Metallgitter verschlossene Heiligennische. In der Nische eine 1981 von Frau Elisabeth Heitzer gestiftete Madonnenfigur. In einer Urkunde, die in die Anlage eingeschlossen wurde, wird der frühere Standort des Fußfalles angegeben: an der alten Heerstraße von Neuss nach Viersen in Höhe des ehemaligen Piperhofes in Bettrath-Lockhütte.
Die Unterschutzstellung liegt daher aus ortsgeschichtlichen Gründen im öffentlichen Interesse.